# Puesto Viejo
Puesto Viejo is een plaats in het Argentijnse bestuurlijke gebied El Carmen in de provincie Jujuy. De plaats telt 4.125 inwoners.